# Skampletten
Skampletten er en tysk stumfilm fra 1921 af Lupu Pick.

## Medvirkende
- Werner Krauss
- Edith Posca
- Hermine Straßmann-Witt
- Paul Otto
- Lupu Pick